# Філософія Стародавнього Єгипту

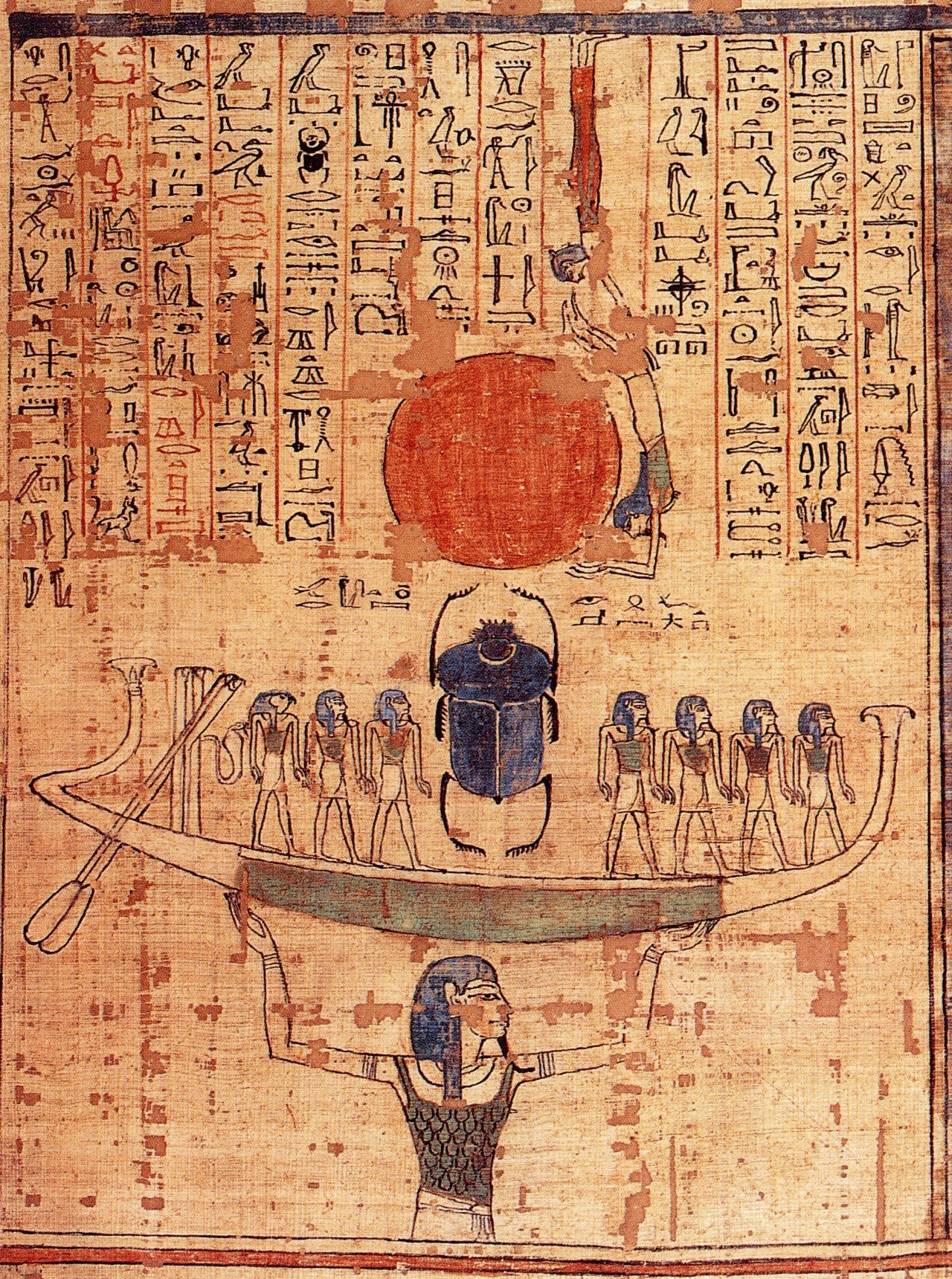
Нун, втілення первинних вод, підіймає до небес барку бога сонця Ра в час першотворення.

Філософія Стародавнього Єгипту — філософія стародавніх єгиптян проголошена греками як основа основ філософії. Особливість її полягала в тому, що вона була гнучкою, практичною і в ній приділялася велика увага емоціям.

## Особливості
Давньоєгипетська філософія була дуже тісно пов'язана з керуванням і правосуддям. Багато текстів мали повчальний характер, розповідаючи правила поведінки. У давньоєгипетській філософії не обговорюється теорія пізнання, однак у ній обговорюються способи навчання справедливості. У ній не описувалася політична система, проте в деяких записах розглядаються наслідки відсутності як законного правителя, так і майбутніх претендентів на владу. Методи переконання, такі як грецька риторика, також не обговорювалися.

### Гнучкість
Як вважає єгиптолог Ерік Хорнунг, відповіді стародавніх єгиптян на філософські питання були дуже гнучкими. Замість того, щоб пропонувати певні відповіді, філософія єгиптян була плюралістичною, і кілька тлумачень походження світу вважалися однаково вірними.

### Практичність
Філософія стародавніх єгиптян була практичною, тобто будь-які життєві ситуації розглядалися без залучення загальних законів. Маат була поняттям справедливості у єгиптян, за допомогою якої можна було розв'язати проблеми. Літні люди передавали майбутньому поколінню всі свої знання про те, з якими проблемами їм належить зіткнутися і як їх можна вирішити.

### Емоційність
У ті часи, коли єгиптяни усвідомили силу емоцій, вони рішуче виступили проти тимчасових почуттів. Досконалим вважалася така людина, яка вміла контролювати свої емоції та думки, перш ніж що-небудь робити. Його повною протилежністю була запальна та агресивна людина, яка керувалася лише своїми емоціями.